# Cynthia Rothrock

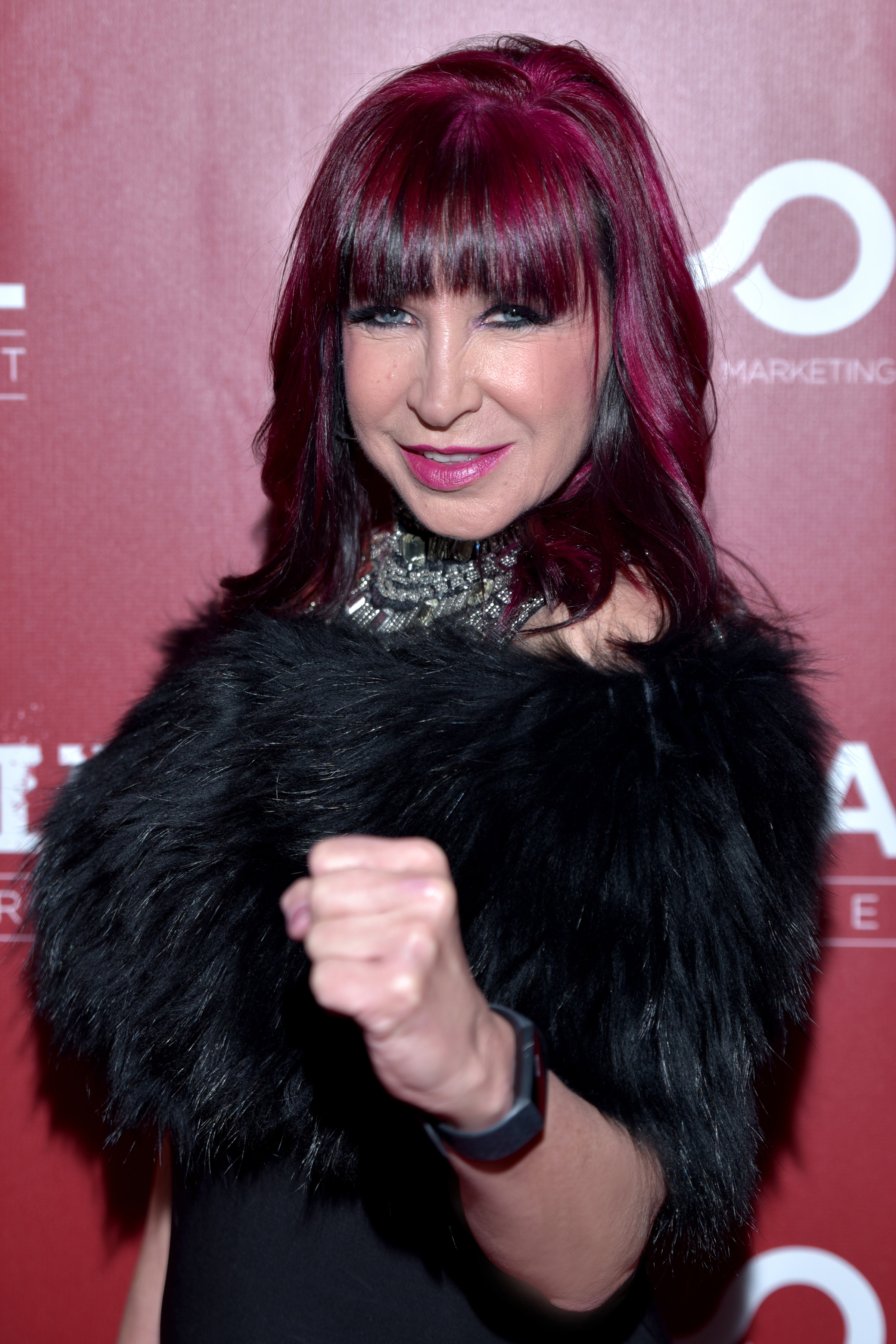
Cynthia Rothrock december 2018.

Cynthia Rothrock, född 8 mars 1957 i Wilmington, Delaware, är en amerikansk kampsportsutövare och skådespelerska. Hon har svart bälte i fem kampsporter och arbetar som instruktör. 
Rothrock bodde i norra Kalifornien 1983, när det Hongkong-baserade filmbolaget Golden Harvest var i Los Angeles för att hitta en ny stjärna inom kampsportsfilm. Rothrock erbjöds ett filmkontrakt och fick åka till Hongkong för att göra film där. I sin första film spelade hon och Michelle Yeoh huvudrollerna. Det var väldigt ovanligt för en icke-asiat att spela hjälte i Hongkongfilmer. Hon fortsatte att arbeta i Hongkong till 1988 och hade då gjort sju filmer där. Därefter åkte hon tillbaka till USA och etablerade sig som en stjärna inom B-actionfilmer.

## Filmografi (urval)
- 1985 - Yes Madam
- 1986 - Millionaire's Express
- 1986 - Righting Wrongs
- 1988 - The Inspector Wears Skirts
- 1989 - No Retreat, No Surrender 2
- 1989 - Blonde Fury
- 1990 - Martial Law
- 1990 - China O'Brien
- 1991 - Nu rånar vi banken farsan!
- 1992 - China O'Brien II
- 1992 - Martial Law II: Undercover
- 1992 - Lady Drragon
- 1992 - Honour and Glory
- 1992 - Tiger Claws
- 1992 - Rage and Honor
- 1993 - Rage and Honor II
- 1993 - Guardian Angel
- 1994 - Undefeatable
- 1995 - Fatal Passion
- 1996 - Sworn to Justice
- 2000 - Manhattan Chase
- 2001 - Outside the Law
- 2003 - Redemption
- 2004 - Sci-Fighter
- 2012 - Santa's Summer House
- 2013 - Badass Showdown
- 2014 - Mercenaries (även känd som Expendabelles 3.0)